# Ciudades gemelas

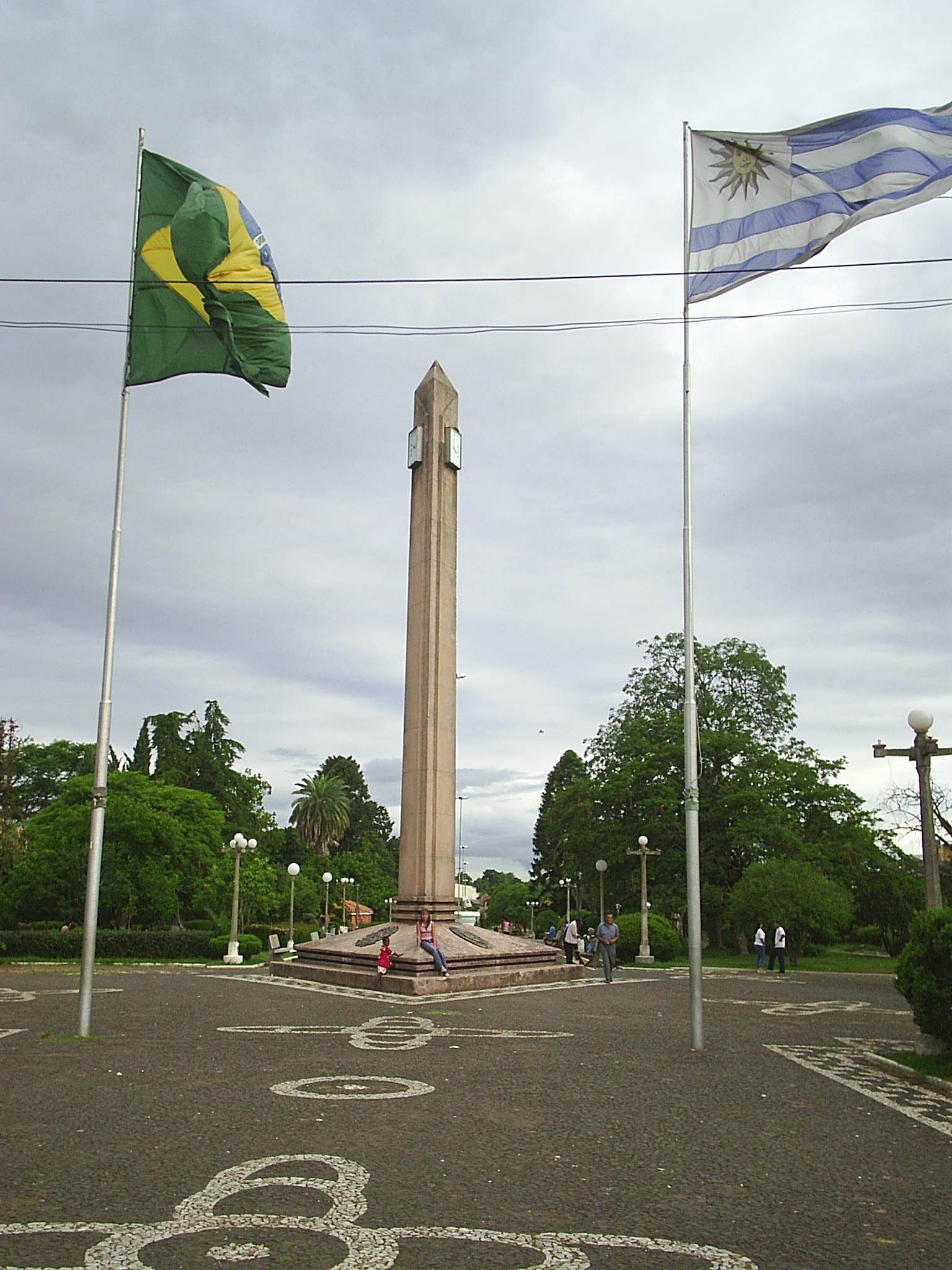
Un ejemplo de ciudades gemelas: Santana do Livramento, en Brasil, y Rivera, en Uruguay.

Se denominan ciudades gemelas a dos ciudades que, geográficamente se encuentran muy cerca y que constituyen una sola unidad urbana en apariencia, perdiendo así su «zona colchón» y encontrándose conurbadas en gran parte o totalmente. También se llaman "ciudades gemelas" a aquellas que se encuentran a uno y otro lado de un límite internacional y que, por lo tanto, son parte de una misma frontera.
A menudo, están divididas por un canal o río y pertenecen a diferentes dominios político-administrativos. Quizás la mejor ilustración es la de las ciudades de Mineápolis y Saint Paul en el estado de Minnesota, en Estados Unidos, las cuales están divididas por el río Misisipi.
En América del Sur se encuentran las ciudades de Santa Rosa del Yavarí, en Perú; Leticia, en Colombia y Tabatinga, en Brasil, la primera dividida de las otras dos por el río Amazonas. En Chile, Valparaíso y Viña del Mar son las ciudades gemelas más grandes del país. 
En Venezuela se da el caso de las ciudades de Acarigua y Araure en el estado Portuguesa, San Félix y Puerto Ordaz en el estado Bolívar, y Barcelona y Puerto La Cruz en el estado Anzoategui.
En Honduras, la capital Tegucigalpa está conformada por dos ciudades gemelas de Tegucigalpa y Comayagüela, juntas forman el Distrito Central. A ambas ciudades las divide el río Grande o Choluteca,
También en Honduras, los municipios de La Esperanza e Intibucá, es un ejemplo de ciudades gemelas y solo es dividida por la carretera principal.
Otros ejemplos: Alcobendas - San Sebastián de los Reyes (Madrid, España), Coslada - San Fernando de Henares (Madrid, España), Santa Cruz de Tenerife - San Cristóbal de La Laguna (Canarias, España), Elda-Petrel (Alicante, España), Fuengirola-Mijas (Málaga, España), Las Rozas de Madrid-Majadahonda (Madrid, España), Santa Fe-Paraná (Argentina), Calcuta - Howrah (India), Artigas - Quarai (Uruguay, Brasil),  Torreón-Gómez Palacio (México), Ciudad Juárez (México)-El Paso (Estados Unidos) y Lima - Callao (Perú); tal vez el más conspicuo: Budapest (Buda, de un lado; Pest, del otro, divididas y unidas al mismo tiempo por el río Danubio) y Estambul.